# Союз ТМ-7
Союз ТМ-7 — радянський пілотований космічний корабель (КК) серії «Союз ТМ», типу 7К-СТМ, індекс ГРАУ 11Ф732. Серійний номер 57. Реєстраційні номери: NSSDC ID: 1988-104A; NORAD ID: 19660.
Корабель замінив Союз ТМ-6 як рятувальний апарат у зв'язку з обмеженою тривалістю експлуатації корабля.
Шостий пілотований політ корабля серії «Союз ТМ» до орбітальної станції Мир. 8-й пілотований політ до орбітальної станції Мир, 122-й пілотований політ, 119-й орбітальний політ, 67-й радянський політ.

### Інші польоти
Під час польоту корабля Союз ТМ-7:
- тривали польоти орбітальних комплексів:

- орбітальна станція Салют-7 з пристикованим транспортним кораблем постачання Космос-1686 (ТКС-4);
- орбітальна станція Мир з пристикованим космічним кораблем Союз ТМ-6;

- закінчився політ корабля Союз ТМ-6;
- відбулись польоти:

- американських шатлів Атлантіс (STS-27) і Діскавері (STS-29);
- вантажних космічних кораблів Прогрес-39, Прогрес-40, Прогрес-41.

## Екіпаж

### Стартовий
- Командир ЕО-4 Волков Олександр Олександрович (2й космічний політ)
- Бортінженер ЕО-4 Крікальов Сергій Костянтинович (1й космічний політ)
- Космонавт-дослідник ЕВ-5 Жан-Лу Кретьєн Франція (2й космічний політ)

#### Дублерний
- Командир Вікторенко Олександр Степанович
- Бортінженер Серебров Олександр Олександрович
- Космонавт-дослідник Мішель Тоньїні Франція

#### Запасний
- Командир Соловйов Анатолій Якович
- Бортінженер Баландін Олександр Миколайович

### Посадковий
- Командир ЕО-4 Волков Олександр Олександрович
- Бортінженер ЕО-4 Крікальов Сергій Костянтинович
- Лікар-дослідник ЕО-3,-4 Поляков Валерій Володимирович

## Параметри польоту
- Маса корабля — 7000 кг
- Нахил орбіти — 51,6°
- Орбітальний період — 88,8 хвилини
- Апогей — 235 км
- Перигей — 194 км

## Політ

### Запуск Союзу ТМ-7
26 листопада 1988 о 15:49:34 UTC з космодрому Байконур ракетою-носієм Союз-У2 (11А511У2) було запущено космічний корабель Союз ТМ-7 з екіпажем: командир четвертого основного екіпажу (ЕО-4) Волков Олександр Олександрович, бортінженер четвертого основного екіпажу Крикальов Сергій Костянтинович, космонавт-дослідник екіпажу п'ятих відвідин (ЕВ-5) Жан-Лу Кретьєн.
У цей час на орбіті перебували: орбітальна станція Мир з пристикованим космічним кораблем Союз ТМ-6 і орбітальна станція Салют-7 з пристикованим транспортним кораблем постачання Космос-1686 (ТКС-4).

### Стикування Союзу ТМ-6
26 листопада 1988 о 17:15:40 UTC космічний корабель Союз ТМ-6 пристикувався до заднього стикувального вузла модуля Квант орбітального комплексу Мир.
Після стикування на станції перебували: третій основний екіпаж станції (ЕО-3): командир Титов Володимир Георгійович, бортінженер Манаров Муса Хіраманович, лікар-дослідник третього і четвертого основних екіпажів Поляков Валерій Володимирович, четвертий основний екіпаж станції (ЕО-4): командир Волков Олександр Олександрович, бортінженер Крикальов Сергій Костянтинович і космонавт-дослідник екіпажу п'ятих відвідин (ЕВ-5) Жан-Лу Кретьєн.
Станція була переповнена продовольством і обладнанням загальною масою 580 кг, доставленими вантажними кораблями Прогрес для радянсько-французького польоту. Екіпаж не міг використати вантажний корабель Прогрес як склад, оскільки на станції не було вільного стикувального вузла. Великий обсяг спільних експериментів, переважно медичних і технологічних, здійснювався як підготовка до очолюваного Францією проекту європейського багаторазового транспортного космічного корабля Гермес. Такий обсяг експериментів вимагав значної витрати електроенергії.

### Вихід у відкритий космос
9 грудня 1988 о 09:57 UTC командир четвертого основного екіпажу(ЕО-4) Волков Олександр Олександрович і космонавт-дослідник екіпажу п'ятих відвідин (ЕВ-5) Жан-Лу Кретьєн почали вихід у відкритий космос з багатопортового перехідного відсіку. Першим вийшов Кретьєн і встановив поруччя, потім приєднав до поруччя пружинами і гачками експериментальну стійку масою 15,5 кг, після цього приєднав кабелі живлення від станції до стійки. Стійка використовувалась для п'яти технологічних експериментів як підготовка до очолюваного Францією проекту європейського багаторазового транспортного космічного корабля Гермес. Потім космонавти зібрали пристрій ЕРА масою 240 кг — вони приєднали до багатопортового стикувального вузла робочий відсік меншого діаметра, підключили до нього живлення, приєднали складену структуру за допомогою руки-маніпулятора. Структура мала розкластись у плаский шестигранник глибиною 1 м діаметром 3,8 м. З борту станції Сергій Крикальов натиснув кнопку на розкриття, але розкриття не відбулось. Олександр Волков штовхнув структуру і вона розкрилась.
О 15:57 екіпаж закінчив вихід у відкритий космос тривалістю 5 годин 57 хвилин.

### Відстикування Союзу ТМ-6
21 грудня 1988 о 02:32:54 UTC космічний корабель Союз ТМ-6 з третім основним екіпажем станції — командир Титов Володимир Георгійович, бортінженер Манаров Муса Хіраманович — і космонавтом-дослідником екіпажу п'ятих відвідин (ЕВ-5) Жан-Лу Кретьєном, відстикувався від перехідного відсіку базового блоку орбітального комплексу Союз ТМ-7+Мир.
Після відстикування на станції залишився четвертий основний екіпаж станції (ЕО-4): командир Волков Олександр Олександрович, бортінженер Крикальов Сергій Костянтинович, лікар-дослідник третього і четвертого основних екіпажів Поляков Валерій Володимирович,

### Посадка Союзу ТМ-6
21 грудня 1988 о 09:05 UTC корабель Союз ТМ-6 увімкнув двигуни на гальмування для сходу з орбіти і о 09:57 UTC за 160 км на південний схід від міста Джезказган.

### Перестикування Союзу ТМ-7
22 грудня 1988 о 06:44:50 UTC космічний корабель Союз ТМ-7 з четвертим основним екіпажем станції (ЕО-4) — командир Волков Олександр Олександрович, бортінженер Крикальов Сергій Костянтинович, лікар-дослідник третього і четвертого основних екіпажів Поляков Валерій Володимирович — відстикувався від заднього стикувального вузла модуля Квант комплексу Мир. О 06:59:02 UTC космічний корабель Союз ТМ-7 з четвертим основним екіпажем станції пристикувався до перехідного відсіку базового блоку орбітального комплексу Мир. Перестикуванням було звільнено задній стикувальний вузол модуля Квант для прийому вантажного корабля Прогрес-39.

### Прогрес-39
25 грудня 1988 о 04:11:37 UTC з космодрому Байконур ракетою-носієм Союз-У2 (11А511У2) було запущено космічний корабель Прогрес-39.
27 грудня 1988 о 05:35:10 UTC Прогрес-39 пристикувався до заднього стикувального вузла модуля Квант орбітального комплексу Мир+Союз ТМ-6.
7 лютого 1989 о 06:45:34 UTC космічний корабель Прогрес-39 відстикувався від заднього стикувального вузла модуля Квант орбітального комплексу Мир+Союз ТМ-7.
7 лютого 1989 о 12:49 UTC корабель увімкнув двигуни на гальмування для сходу з орбіти і о 13:49 UTC згорів у щільних шарах атмосфери.

### Прогрес-40
10 лютого 1989 о 08:53:52 UTC з космодрому Байконур ракетою-носієм Союз-У2 (11А511У2) було запущено космічний корабель Прогрес-40.
12 лютого 1989 о 10:29:34 UTC Прогрес-40 пристикувався до заднього стикувального вузла модуля Квант орбітального комплексу Мир+Союз ТМ-7.
3 березня 1989 о 01:45:52 UTC космічний корабель Прогрес-40 відстикувався від заднього стикувального вузла модуля Квант орбітального комплексу Мир+Союз ТМ-7.
5 березня 1989 о 01:08 UTC корабель увімкнув двигуни на гальмування для сходу з орбіти і о 01:59 UTC згорів у щільних шарах атмосфери.

### Прогрес-41
16 березня 1989 о 18:54:15 UTC з космодрому Байконур ракетою-носієм Союз-У2 (11А511У2) було запущено космічний корабель Прогрес-41.
18 березня 1989 о 20:50:45 UTC Прогрес-41 пристикувався до заднього стикувального вузла модуля Квант орбітального комплексу Мир+Союз ТМ-7.
21 квітня 1989 о 01:46:10 UTC космічний корабель Прогрес-41 відстикувався від заднього стикувального вузла модуля Квант орбітального комплексу Мир+Союз ТМ-7.
Під час перебування у складі комплексу Прогрес-41 витратив майже усе паливо для збільшення висоти орбіти станції, гальмування відбувалось серією малих імпульсів.
25 квітня 1989 о 12:12 UTC корабель Прогрес-41 згорів у щільних шарах атмосфери.

### Відстикування Союзу ТМ-7
26 квітня 1989 о 23:28:01 UTC космічний корабель Союз ТМ-7 з четвертим основним екіпажем станції (ЕО-4) — командир Волков Олександр Олександрович, бортінженер Крикальов Сергій Костянтинович, лікар-дослідник третього і четвертого основних екіпажів Поляков Валерій Володимирович — відстикувався від перехідного відсіку базового блоку орбітального комплексу Мир.

### Посадка Союзу ТМ-7
27 квітня 1989 о 02:00:05 UTC корабель Союз ТМ-7 увімкнув двигуни на гальмування для сходу з орбіти і о 02:57:58 UTC приземлився за 140 км на північний схід від міста Аркалик.
Екіпаж повернувся достроково внаслідок аварії під час випробувань наступного корабля і відкладення наступного запуску.

## Галерея
|                     |
| Союз_ТМ-6+Мир+Квант |

|                                 |
| Союз_ТМ-6 +Мир+Квант+ Союз_ТМ-7 |

|                      |
| Мир+Квант+ Союз_ТМ-7 |

|                      |
| Союз_ТМ-7 +Мир+Квант |

|                                  |
| Союз_ТМ-7 +Мир+Квант+ Прогрес-39 |

|                      |
| Союз_ТМ-7 +Мир+Квант |

|                                  |
| Союз_ТМ-7 +Мир+Квант+ Прогрес-40 |

|                      |
| Союз_ТМ-7 +Мир+Квант |

|                                  |
| Союз_ТМ-7 +Мир+Квант+ Прогрес-41 |

|                      |
| Союз_ТМ-7 +Мир+Квант |

|           |
| Мир+Квант |